# Иванов, Александр Минович
Алекса́ндр Ми́нович Ивано́в (1903—1975) — советский деятель спецслужб, генерал-майор КГБ СССР.

## Биография

Могила Иванова на Введенском кладбище Москвы.

Александр Минович Иванов родился в 1903 году в селе Долгоруково Инсарского уезда Пензенской губернии. Окончил Рузаевское высшее начальное училище, после чего работал в Рузаевке помощником секретаря, секретарём участкового суда. В 1923—1925 годах работал секретарём прокурора в Саранске. В 1925—1927 годах проходил службу в Рабоче-Крестьянской Красной Армии. После демобилизации пошёл на работу в органы прокуратуры, был следователем в Саранске и Рузаевке.
В ноябре 1929 года Иванов пошёл на службу в органы государственной безопасности СССР. Начинал службу помощником уполномоченного Мордовского областного отдела ОГПУ. Позднее служил в различных территориальных подразделениях НКВД СССР. В августе 1938 года Иванов был переведён на работу в Москву, в центральный аппарат НКВД СССР, был заместителем начальника 1-го отделения 7-го отдела 1-го Управления НКВД СССР, затем заместителем начальника, начальником отделения Главного экономического управления НКВД СССР. В 1939—1941 годах служил начальником отделения, заместителем начальника Управления НКГБ СССР по Чкаловской области.
С августа 1941 года Иванов вновь на работе в Москве, руководил 1-м отделом Экономического управления НКВД СССР. В мае 1943 — январе 1944 годов он служил народным комиссаром государственной безопасности Коми АССР, затем с января 1944 по апрель 1945 годов руководил Управлением НКГБ СССР по Мурманской области. С апреля 1945 года Иванов был народным комиссаром, министром государственной безопасности Киргизской ССР. Избирался депутатом Верховного Совета СССР 2-го созыва.
В январе 1947 года Иванов вновь вернулся к работе в центральном аппарате МГБ СССР, был начальником отдела «Т» Министерства. С июня того же года он работал заместителем председателя Бюро по выездам за границу и въездам в СССР при Совете Министров СССР, заместителем председателя Комиссии по выездам за границу при ЦК ВКП(б), членом Комиссии Президиума Верховного Совета СССР по рассмотрению вопросов приёма, выхода и лишения гражданства.
С октября 1958 года Иванов руководил Инспекцией при Министерстве государственной безопасности СССР, затем отделом «К» этого же Министерства. В 1953—1954 годах служил начальником отдела, заместителем начальника 5-го Управления, начальником 10-го специального отдела в системе Министерства внутренних дел СССР. С марта 1954 года возглавлял 1-й специальный отдел Комитета государственной безопасности СССР, Чекистский кабинет КГБ. 18 февраля 1958 года ему было присвоено звание генерал-майора государственной безопасности.
В октябре 1962 года Иванов был переведён в действующий резерв КГБ при СМ СССР и назначен на должность заместителя начальника Второго (режимного) управления Министерства среднего машиностроения СССР. В июне 1967 года он вышел на пенсию. Проживал в Москве. Умер 1 марта 1975 года, похоронен на Введенском кладбище (29 уч.).
Был награждён двумя орденами Ленина, орденами Красного Знамени и Отечественной войны 1-й степени, двумя орденами Красной Звезды, орденом «Знак Почёта» и рядом медалей.